# Илузије у току летења
Илузије у току летења, је појава неправилног, нетачног опажања предмета или појава, изазвано физичким, физиолошким или психолошким узроцима који у току извршавања летачких задатака делују на чула пилота и изазивају погрешно (нетачно), препознавање објективне стварности.
Илузија (или привид) је погрешан, изобличен опажај извесних објеката или појава у стварности, условљен неким објективним или субјективним чиниоцима, која погрешно схваћена може имати за последицу удес или катастрофу, због илизијом „наметнутог“ неправилног управљања ваздухпловом.
Људска чула су кроз евулуцију прилагођена за функционисање на земљи. Навигацијом у току летања, (због наглих промена убрзања, положаја летелице, летење у сложеним метеоролошким условима, кроз облаке и ноћу итд.), наша чула често примају погрешне подражаје који увек не одражавају реално кретање авиона, што изазива дезоријентацију и сензорне илузије.
Просторна (спацијална) дезоријентације, због хипоксијом нарушене функције хемисфере мозга може бити узрок илузија у току летења због губитка способности да се изврше задаци који захтевају менталну манипулацију просторним односима, као што су, на пример, сналажење у познатом или новом простору, читање мапа, инструмената и сл. Ово стање се понекад означава и као топографска амнезија. Драматичан облик који овај поремећај може да поприми настаје када погађа сналажење у реалном простору и обично обухвата и друге просторне поремећаје као што су једнострано занемаривање и дезоријентација десно лево, али и оштећења видног поља.
Илузије у току летења могу бити веома опасне за пилота (посаду ваздухоплова), због погрешне интерпетације реалне стварности, и погрешних одлука које доноси пилоти у току управљању летелицом, што може завршити удесом или катастрофом.

## Историја
Паралелно са развојем авијације, за време летења по облачном и времену са слабом видљивошћу, многи пилоти, доживљавали су погрешне утиске о положају авиона. О таквим погрешним перцепцијама писали су већ у првим данима развоја авијације Фере 1908. и Адамс 1912. Већ тада се писало, да су погрешне перцепције о положају авиона у простору веома опасне, јер отежавају оријентацију па могу изазвати несрећу ако се пилот за њима поведе.
У Другом светском рату, авијација је први пут масовно употребљавана. Летело се много ноћу и у лошим метеоролошким условима, да би се избегла јака противавионска одбрана. И поред тога што су за такве летове одабирани најбољи пилоти, нагло се увећавао број пилота који се жалио на потешкоће у одржавању авиона у правилном положају, због погрешних перцепција, које су доживљавали при извођењу различитих маневара. Мисли се да је велики број удеса ваздухоплова у току Другог светског рата, (који због ратних услова нису могли бити истражени), последица погрешних перцепција о положају авиона.

## Механизам настанка илузија
Перцепција је сложен психички процес којим се захвата и упознаје свет око нас. Перцепција настаје деловањем различитих физичких процеса из околине на чулне органе и интеграција осећаја, знања, искуства, расуђивања, емоционалних стања, ставова, вредности и особина личности.
Рецептори су ћелије или део ћелије чија је функција претварање подражаја у нервни импулс. Различити рецептори током еволуције прилагодили су се да реагују на различите подражаје. Рецептори су смештени на различитим местима у телу па разликујемо:
- Екстероцепторе, рецепторе које надражују промене у околини: вид, слух, њух, укус, топло, хладно, додир и бол,
- Иинтероцепторе, који су смештени унутар тела: у органима за варење, респираторном систему, крвним судовима и сл, а активирају их промене у волумену, концентрацији различитих материја; њихов подражај понекад доводи до осећаја, а понекад до рефлексних реакција.
- Механорецепторе; су проприоцептори (који су смештени у мишићима, зглобовима и тетивама), кожни рецептори за додир и вестибуларни рецептори у унутрашњем уху, и који реагују на промене у тонусу мишића, положају тела и удова у простору и поремећају равнотеже.

Човек одржава равнотежу у простору углавном помоћу три фактора (чија активност се заснива на подражају рецептора) и то;
- чула вида,
- дубоког сензибилитета,
- вестибуларног дела унутрашњег ува са својим централним и периферним путевима.

На основу перцепције прикупљене видом, вестибуларним апаратом и дубоким сензибилитетом, уз правилну психичку интерпретацију примљених опажаја, човек се са великом сигурношћу оријентише у простору.

## Механизам настанка илузија у току летња
Човек који је прилагођен за живот на земаљи изложен је сили гравитације од 1 g.
Земља представља релативно непокретно тело, на чијој површини је сила гравитације константна величина. За време кретања по земљиној површини силе убрзања, успорења и окретања релативно су мале те не изазивају значајније сензације у унутрашњем уву. На земљи се човек креће у тесном контакту са бројним оријентирима, па може видом лако утврдити и најмање скретање са правца. Утисци које примамо путем сензибилитета док ходамо по чврстој земљиној површини врло су снажни и дају тачне податке о положају нашег тела према усправном положају.
Авион представља покретно тело које може да се креће око било које своје осовине (осе). У току летења у ваздушном простору сила гравитације се мења и на авион и организам пилота дејствује у различитим правцима, што није у складу са искуствима које је он стекао на земљи, изазивајући код пилота грешке у перцепцији и појаву илузија. У свакодневној летачкој пракси сви пилоти на неко време доживњавају ову појаву.
Као последица појаве илузија настају три врсте феномена дезоријентација;
Тип I дезоријентације
Када пилот не препознаје поремећаје у току лета, или је заведен илузијама, настаје озбиљна опасност по безбедност авиона, јер он управљање авионом гради на основу потпуно искривљене перцепције.
Тип II дезоријентације
Када је пилот и његово искуство у озбиљном сукобу између онога што он доживљава и приказа информација на инструментима авиона. Овај сукоб у већини ситуација се успешно решава и ретко доводи до озбиљног инцидента.
Тип III дезоријентације
Настаје код отказа инструмената уз потпуни губитака визуелног контакта пилота са околином и готово увек је праћен губитком контроле над авионом. Овај тип дезоријентације прате и снажни физички симптоми - визуелни поремећаји, спазми мишића, мучнина, или паника, што је довољна да жестоко онемогући нормално функционисање пилота.
У свим ситуацијама када у току летења пилот губи визуелни контакт са простором који га окружује, настају услови за појаву илузија. Највећи број илузија код пилота настаје у току,
- инструменталног летења,
- летења у сложеним метеоролошким условима,
- летења ноћу итд.

У току испитивања на авионима-лабораторијама утврђено је да лет без визуелних оријентира, представља непрекидни низ неустаљених кретања авиона у систему три координате а неприметна скретања се могу кумулирати и проузроковати појаву илузија.
Услови за настанак илузија настају оног момента када се јави неподударање између онога што показују инструменти са представама летача о ономе што он очекује да се дешава у његовом окружењу. Чврсте условне везе, при добро развијеној навици читања инструмената, ретко ће у периоду одвлачења пажње од инструмената у потпуности да се наруше, док ће промене у положају авиона у тим периодима, које се одражавају преко вестибуларних и кинестетичких анализатора, бити сигнал за усмеравање пажње на авио хоризонт (централни инструмент за навигацију у току летења).
Не треба мешати појам „илузије у току лета“ и „губитак оријентације“. Губитак оријентације при илузији не мора бити проузрокован нарушавањем перцепције већ некритичним мишљењем. Илузија понекад, чак и оштро изражена, може и да не доведе до губитка оријентације, ако се пилот према њој односи критички. Несигурност летача у сопствене могућности и некритично мишљење или сумња у исправност инструмената само су допунски психолошки фактори у настанку илузија.
Физиолошки механизми илузија су различити и према њима се врши и подела илузија.
Илузије које настају у, инструменталном летењу су неадекватна реакција не само једног чула већ представља такав сензорни феномен у чијој појави учествује комплекс чула;
- вестибуларна,
- визуелна,
- кинестетичка.

Понекад преовлађује учешће једног чула, дајући овој или оној лажној представи одређену доминацију. У погледу форми илузије у току инструменталног летења могу бити разноврсне, али се најчешће истичу илузије наведене у табели;
| Врста илузија                | Учесталост јављања |
| Илузија лажног нагиба авиона | 44%                |
| Илизија супротног кретања    | 18%                |
| Илузија пењања               | 17%                |
| Илузија летења на леђима     | 10%                |
| Илузија заокрета             | 8%                 |
| Илузија летења у спирали     | 8%                 |

## Вестибуларне илузије
Унутрашње уво састоји се из два органа;
Кохлеарног органа, који служи за пријем звучних сигнала и
Вестибуларног органа, познатог и као орган равнотеже, јер служи за пријем надражаја о кретању тела у простору, и састоји се од две одвојене структуре;
- полукружних канала, који откривају промене угаоног убрзања, и
- отолитичког органа, који детектује промене линеарног убрзања и гравитације.

Полукружни канали и отолитички орган пружају информације нашем мозгу о положај тела и његовим покретима. А веза између вестибуларног система и очију помаже у одржавању равнотеже и држању очију усмерених на објекат („оријентир“) док се глава окреће или док се тело ротира. Служећи се бројним „фиксним оријентирима“ човек уз помоћ чула вида може лако кориговати сва одступања од жељеног правца.
Свака „несарадња“ између органа вида и вестибуларног апарата игра важну улогу у настанку вестибуларних илузија.

### Врсте вестибуларних илузија
Илузија кретања у супротном правцу
У току илузија кретања у супротном правцу пилот има утисак да се нпр. после заокрета удесно, налази у заокрету улево, иако он заправо лети у правцу. Ову илузију изазива највероватниоје надражај куполе спољашњих или хоризонталних полукружних канала ува.
Илузија пењања или понирања
Код вестибуларне илузија пењања пилот доживњава да се нпр. после понирања не налази у хоризонталном лету, него се пење. Док код вестибуларне илузије понирања пилот има утисак да се после пењања, не налази у хоризонталном лету, него да понире. Ову појаву илузија изазива надражај задњих полукружних канала ува.
Илузије нагињања
Код лузије нагиањања код пилота се ствара утисак да се он налази у нагибу супротном од оног у којем је био за време лета. Појаву ових илузија највероватније изаива надражћај куполе вертикалних или предњих полукружних канала ува.

## Визуелне илузије
Са визуелним илузијама већина нас се сусреће већ у раном детињству. Још као деца, сазнали смо да се железничка пруга, насупрот ономе што наше очи виде, на хоризонту завршава у једној тачки - Понцова илузија настала због даљине конвергентних линија.  Нешто слично доживљава и пилот у илузији ваздушне перспективе, која је објашњена у наставку текста).
Визуелна перцепција даје најважније информације да одржимо просторну оријентацију на земљи или током лета, а посебно када је тело у покрету. Чак и птице, рођене да лете, нису у стању одржавати просторну оријентацију и лете сигурно када су лишене вида (због облака или магле).
Само су слепи мишеви развили способност да лете без визуелног контакта. али за то поседују посебно развијена чула.

### Визуелне илузије у дневним условима летења
У току лета у сложеним метеоролошким условима, и ограниченој видљивости, пилот има проблема са одржавањем просторне оријентације, које прати следећа врста визуелних илузија, које су иначе својствене визуелном летењу;
- Илузије нагнуте контуре облака (које пилот понекад сматра као ивице хоризонта)[9]
- Илузија ваздушне перспективе, код пилота може да промени (повећа или смањењи) опажај нагиба писте или њене ширине. Зато се пилоти обучавају да препознају нормални изглед како дужине тако и ширине писте и на тај начин сузбију појаву илузије.

Коначни приступ слетању, преко равног терен са пистом која је под нагибом навише, може да изазове визуелну илузију велике висине авиона у завршници слетања. Појава ове илузије код необученог пилота може да изазове реакцију спуштања носа авиона, што доводи до смањења висине авиона и ако је губитак висине превелик може довести до незгоде.
Коначни приступ слетању преко равног терен са нагибом писте наниже може да произведе визуелну илузија ниске надморске висине у завршници слетања. Појава ове илузије код необученог пилота може да изазове реакцију подизања носа авиона, што доводи до повећања висине те у тим условима пилот најчешће пропушта слетање.
Визуелна илузија широке писте може код необученог пилота да изазове опажај мале висине авиона, а визуелна илузија сужене ширине опажај велике висине, па у првом случају пилот повећава висину слетања, а у другом спушта висину авиона што у оба случаја доводи авион у неповољне услове за слетање.

### Визуелне илузије у ноћним условима летења
Постоји много различитих врста визуелних илузија које се обично јављају ноћу. Предвиђање и правовремено сазнање о њиховој појави, обично је најбољи начин, да пилот избегне њихов негативни утицај на безбедно летење.
- Аутокинетичке илузије, узрокује дуже гледање у једну тачку (више од неколико секунди) осветљеног предмета на тамној позадини. После неколико тренутака, ствара се илиузија кретања светла на на другу страну. Да би се спречила појава ове илузије пилот мора стално да премешта поглед на већи број објеката који су на различитим удаљеностима, и да на тај начин избегне фиксирање погледа само на један оријентир.

- Илузије лажног хоризонта, могу настати када је природни хоризонт у мраку или је слабо видљив. Звезде на небу и градско светло на земљи могу изазвати ову врсту илузија. Такође ову врсту илузија пилот може доживети, док лети ка обали океана или великог језера. Због релативно тамне воде, светла дуж обале могу изазвати заблуду да су звезде на небу.
- Илузије ноћног слетања, могу се јавити у току слетања ноћу изнад равног (без оријентира) терена уз повишену облачност и лошу видљивост изазвану кишом, измаглицом, или тамнијом пистом у односу на окружење што може изазвати низак приступ писти.

Јако светло, стрми околни терен, а широка писта може да произведе илузију ниског прилаза писти, која код пилота ствара тенденцију да лети више него што је нормалан приступ. Скуп уредно распоређених светала дуж пута или ауто-пута могу да заварају пилота и да он помисли да се ради о светлу полетно-слетне стазе. Чак су поједини пилоти осветњен воз у покрету погрешно замењивали са светлима полетно-слетне стазе, или приступним светлима аеродрома. Светла на писти или приступна осветљења аеродрому могу понекад код пилота да створе илузију да је авион ближе полетно-слетној стази, нарочито тамо где мало светала осветљава околни терен.

## Кинестетичке илузије
Проприоцептори су посебни сензори (рецептори) смештени у кожи, мишићима, тетивама, зглобовима и унутрашњим органима, који играју врло малу улогу у одржавању просторне оријентације у нормалним условима на земљи. Дражењем проприоцептора стварају се сигнали који мозгу могу дати информације о позицији нашег тела, или неког његовог дела, у односу на неки други део тела, или податке о контакту између тела и разних предмета у околини који га окружују, под, зид, столица, кревет на коме се одмара, итд.
У току летења надражајем рецептора, ствара се лажан осећај код пилота, да лети право, изводи, заокрет или да долази до промене брзине кретања авиона (успорења или убрзања). Неправилно (неједнако) затегнуте везе падобрана на пилотском седишту, под утицајем оптерећења у току промене убрзања, врше неуједначен притисак на рамени предео, и у рамену са јаче затегнутом везом падобрана пилот региструје погрешни опажај (због надражаја рецептора у кожи) да лети под нагибом.

## Узроци појаве илузија
|    | Фактор                         | Својства |
| -- | ------------------------------ | --- |
| 1. | Својства осећајног анализатора | Ова својства могу бити; - тренутна - умор, дроге; и - трајна: кратковидост, ослабљен слух, животна доб |
| 2. | Својства околине или подражаја | Могу бити величина, боја, положај итд. Особине околине иако су најчешће истоветне (константне) постоје и неке специфичности јер; - наши анализатори опажаја нису у стању обухватити све карактеристике околине - унутар различитих пилота долазе до изражаја својства анализатора сваке особе као и психолошко стање особе која перципира. |
| 3. | Психолошко стање организма     | Нпр. мотивација, очекивање, искуство, знање, емоције, ставови. Емоционална обојенос опажаја. Осим што пилот опажа једноставне особине околине нпр. величину, боју, интензитет звука и др перцепција обухвата и његовој субјективне доживљаје тих опажаја (нпр. нешто је лепо, опасно, занимљиво, одвратно).                                |

Најчешћи фактори који доприносе појави илузија су;
1. Нарушена поступност у обуци пилота.
2. Дужи прекиди у летењу.
3. Неправилан положај пилота у седишту.
4. Неудобна летачка одећа и опрема.
5. Психосоматски поремећаји;
- замор,
- акутни развој болести,
- малаксалост,
- лоша физичка кондиција,
- недостатак кисеоника итд.

## Епидемиологија
- Подаци Федералне управе за ваздухопловну статистику САД, показују да је за настанак ванредних догађаја у ваздухопловству, просторна дезоријентација, барем делимично одговоран за око 15% од укупног броја ваздухопловних удеса, од којих већина настаје у облацима или ноћу, од којих су 90% фаталне.
- Према студији из 2004, просечан време до губитка живота пилота након отказа електронских инструмента за време летења у облацима или код летења у инструменталним условима је 178 секунди.
- Ваздухопловство САД, након анализе 633 ваздухопловних удеса између 1980. и 1989. је утврдило, да је просторна дезоријентација као фактор била присутна у 13% удеса, што је резултовало смрћу 115 пилота.
- Међу катастрофама доминирају авиони високих перформанси: у 25 до 30% случајева.
- Морнарица САД у својој студији, утврдила је, да се у супротности са општим ваздухопловним несрећама, већина удеса авиона високих перформанси догодила у свануће и током лета у визуелним условима.
- Настрадали пилоти су у просеку стари 30 година, са 10 година у кабини авиона и 1.500 часова самосталног летења или летања са инструктором. У три месеца пре удеса ови пилоти имали су просечно 25 налета, што показује да нема праве заштите од просторне дезоријентације, изузев високе стручности, обучености и искуства.[10]

## Како спречити дезоријентацију изазвану илузијама
Искуство обликује и мења перцепцију од рођења па кроз цео живот, а утиче и на брзину перцепције, што је изузетно значајно у процесу летења. Најбољи доказ колико је искуство важно у перцепцији илуструје овај пример код људи који су били слепи па су морали да уче видну перцепцију;
Један такав пацијент нпр није могао недељама препознати која је трака дужа од две (10 cm и 20 cm), иако је „видео“ да су различите. Исто тако, није могао препознати троугао, ако је био другачије боје итд
У току летења пилот је знатно више изложен бројним различитим подражајима. Зато тренажом, он развија и усавршава два необично важна процеса која се све време догађају у његовом организму и саставни су део перцепције;
- селективност; да пилот не запажа све подражаје из околине него да врши одабир (селекцију), само оних подражаја који су потребни за безбедно летење, извршење летачког задатка итд,
- активност, да свалада способност да тражи и уочава само оне подражаје који су важни у процесу летења.

Пилот због сложених услова који владају у току летења најчешће прима редуковане подражаје на основу којих ствара целовиту слику, пре свега на основу сопственог искуства. А цела слике не мора бити увек онаква какву је он замишља. Искуство које пилот стиче редовним летењем и другим облицима тренеже, има посебан значај при перцепцији редукованих подражаја (пример; разликовање објеката на земљи различитих величина, при летењу у сложеним меторолошким условима, лошој видљивости или на великим брзинама), Најчешћи узрок илузија су баш ти редуковани (непотпуни) подражаји.
Зато су искуство и стална тренажа за пилота од изузетног значаја у борби против илузија изазваних редукованим подражајима у току летења;
- Сви пилоти морају проћи кроз програм обуке у коме имају прилику да доживе просторну дезоријентацију и илузије (обука у Баранијевој столици, лабораторији за демонстрацију илузије или на специјалној центрифуги).
- Пре него лети на видљивости мањој од 3 mi (4,8 km) пилот мора проћи кроз обуку и стекне искуство у одржавању авиона уз помоћ инструмента без обзира на видљивост.
- Када лети ноћу или у условима смањене видљивости, пилот обавезно мора користитити летачке инструменате.
- У току ноћног летења обавезно користити разне уређаје за навигацију.
- Пилоти који су недовољно обучени не смеју дозволити да буду изненађени лошим временом и морају избегавати летење без визуелног контакта са околином.
- Ако доживи вестибуларне илузија током лета, пилот мора да има поверење у инструменате и „неуважава“ сензорну перцепцију